# Liste der Monuments historiques in Chaveyriat
Die Liste der Monuments historiques in Chaveyriat führt die Monuments historiques in der französischen Gemeinde Chaveyriat auf.

## Liste der Bauwerke
| Bezeichnung             | Beschreibung              | Standort                                  | Kennzeichnung | Schutzstatus | Datum | Bild           |
| ----------------------- | ------------------------- | ----------------------------------------- | ------------- | ------------ | ----- | -------------- |
| Kirche St-Jean-Baptiste | Erbaut im 12. Jahrhundert | Rue de la Mairie Place de l’Église (Lage) | PA00116374    | Inscrit      | 1947  | weitere Bilder |

## Liste der Objekte

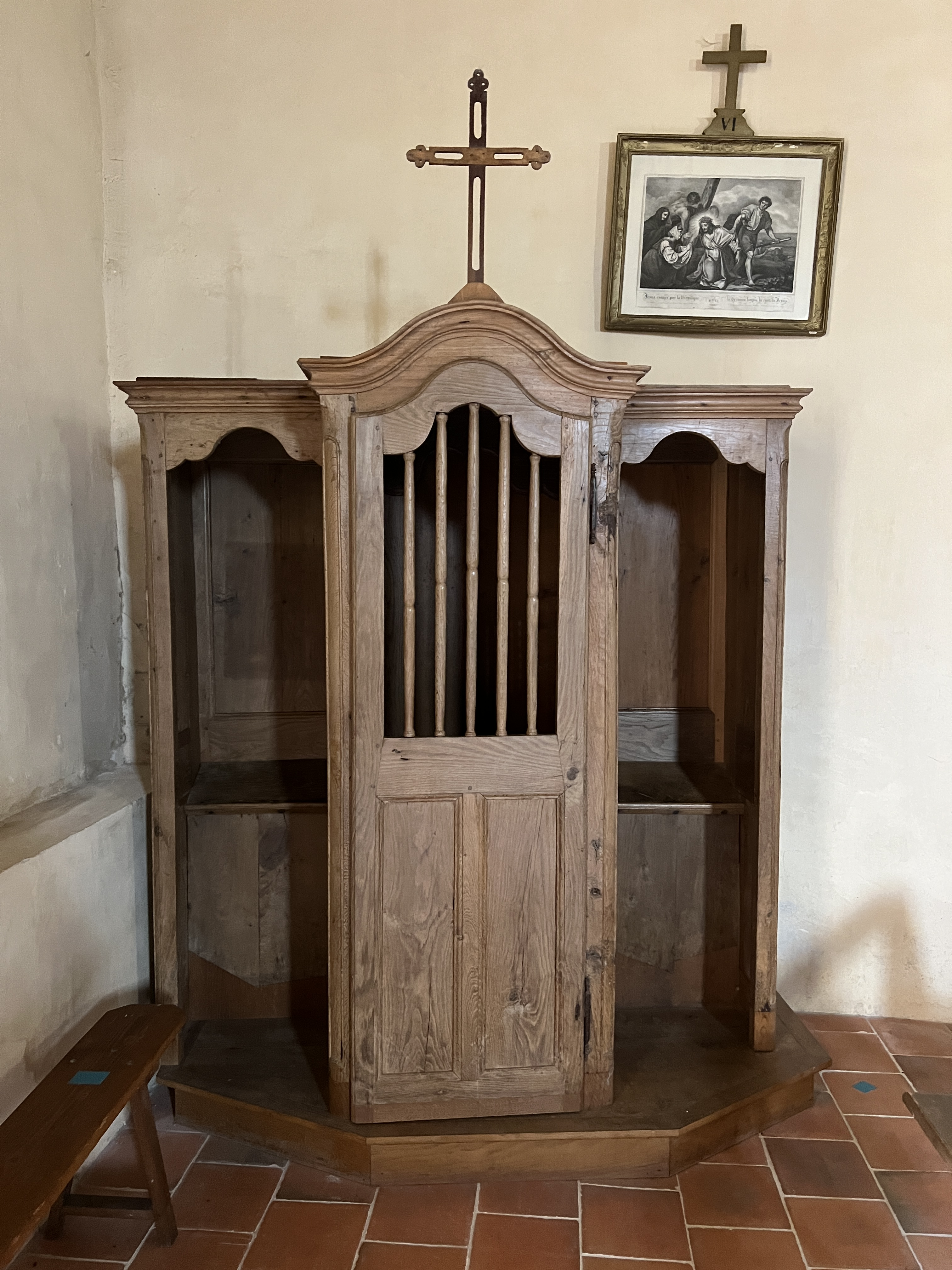
Beichtstuhl in der Kirche St-Jean-Baptiste vom Anfang des 19. Jahrhunderts

- Monuments historiques (Objekte) in Chaveyriat in der Base Palissy des französischen Kultusministeriums